# Istiblennius bellus
Istiblennius bellus är en fiskart som först beskrevs av Günther, 1861.  Istiblennius bellus ingår i släktet Istiblennius och familjen Blenniidae. Inga underarter finns listade i Catalogue of Life.